# Pseudocanthon caeranus
Pseudocanthon caeranus är en skalbaggsart som beskrevs av Matthews 1966. Pseudocanthon caeranus ingår i släktet Pseudocanthon och familjen bladhorningar. Inga underarter finns listade i Catalogue of Life.